# Polyortha clarkeana
Polyortha clarkeana es una especie de polilla de la familia Tortricidae. Se encuentra en Argentina.